# باب کوریش
باب کوریش (انگلیسی: Bob Corish؛ زادهٔ ۱۳ سپتامبر ۱۹۵۸) بازیکن فوتبال اهل بریتانیا است.
از باشگاه‌هایی که در آن بازی کرده‌است می‌توان به باشگاه فوتبال دربی کانتی اشاره کرد.